# Blaarmeersen

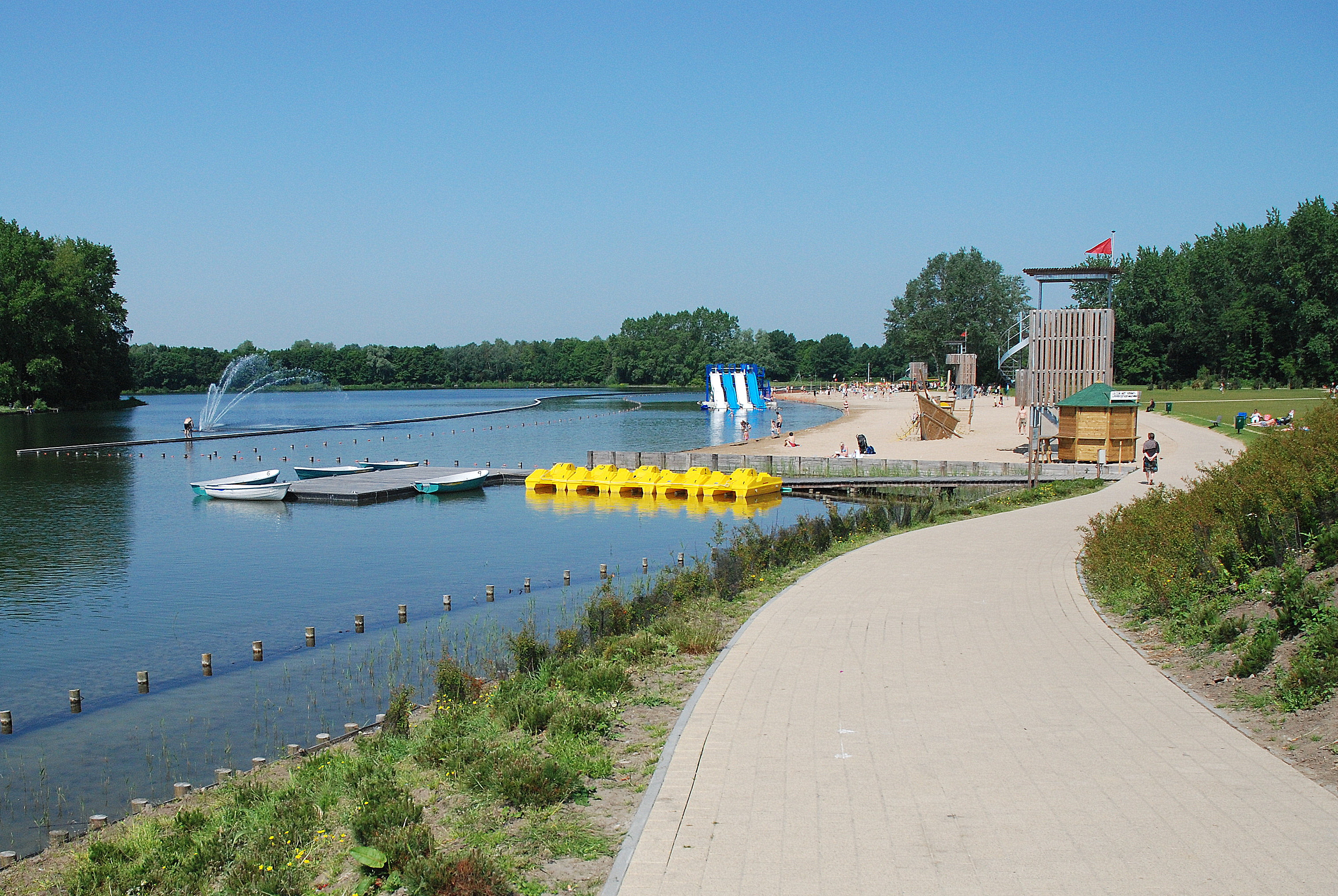
Plage de Blaarmeersen

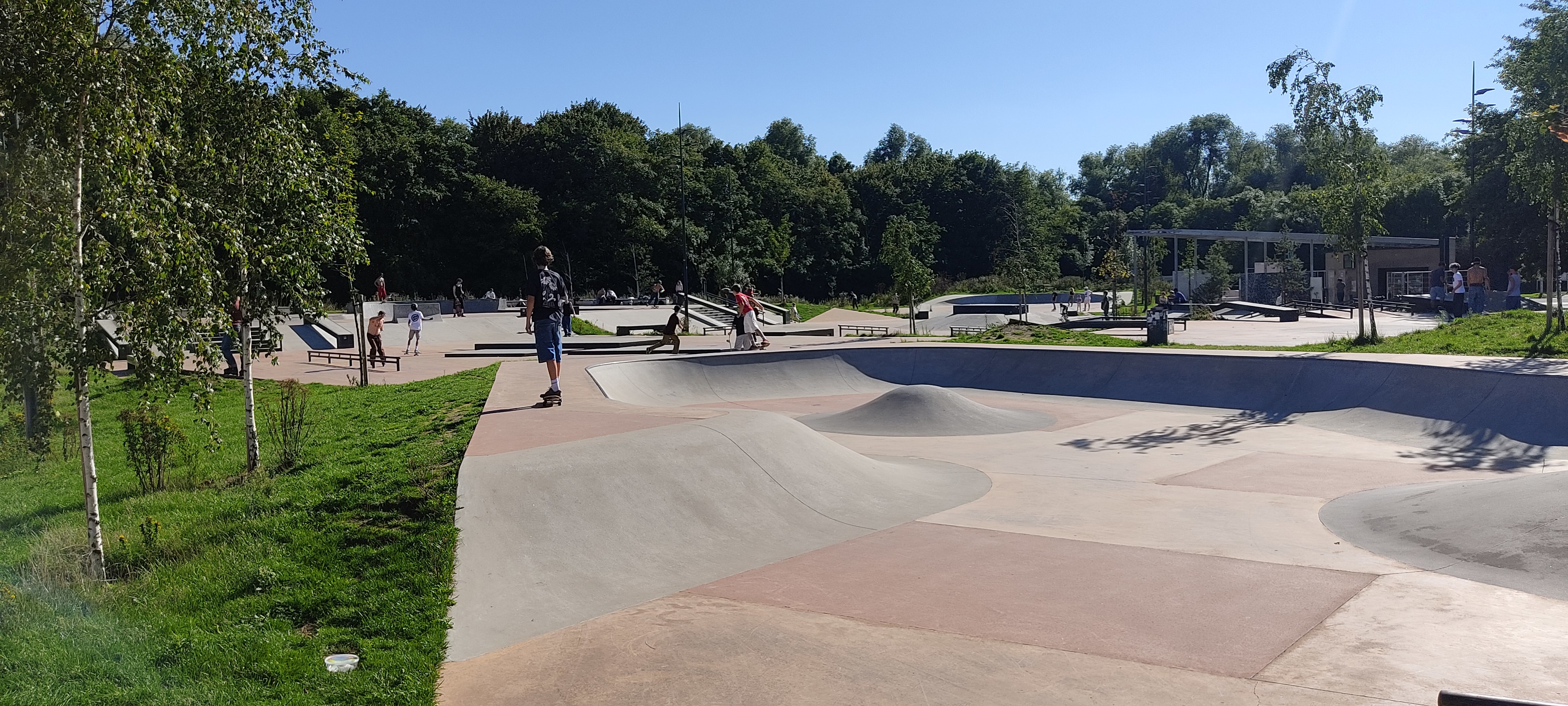
Aperçu du skatepark de Blaarmeersen

Le domaine Blaarmeersen est un centre provincial sportif et récréatif belge de 100 ha, situé au sud-ouest de Gand en Flandre, le long du canal périphérique, de la Lys et du Watersportbaan.
Il dispose de nombreuses installations sportives dont le plus grand skatepark de Belgique et l'un des plus grands d'Europe.